# Conraddiscontinuïteit
De conraddiscontinuïteit is een seismische discontinuïteit in continentale aardkorst. De discontinuïteit bevindt zich op 10 tot 20 km diep en komt niet voor onder gebergten. De snelheid van seismische golven neemt van 5,6 km/s (boven de discontinuïteit) toe tot 6,5 km/s (eronder).
De discontinue snelheidsverandering bij de conradsdiscontinuïteit werd in 1923 ontdekt door de Oostenrijkse geofysicus Victor Conrad (1876 – 1962). De discontinuïteit is daarna in alle tektonische platen aangetoond, maar komt niet overal voor.
De conraddiscontinuïteit wordt onder de continenten meestal gezien als de grens tussen de boven- en onderkorst bij de indeling van de Aarde. Uit diepe boringen in continentale korst is geen scheikundige verandering (een overgang in de samenstelling van het gesteente) rond de conraddiscontinuïteit gevonden. Gesteente op de diepte van de discontinuïteit bevindt zich petrologisch gezien in de amfiboliet-facies.